# Amdjarass
Amdjarass o Am-Djarass (en àrab: أم جرس, Am Jaras) és la capital de la regió d'Ennedi-Est, al nord del Txad. Tot i que anteriorment fou un oasi saharià aïllat, la població ha crescut de manera considerable.
És la ciutat més gran de la regió i la quarta del Txad (septentrional) saharià. La ciutat té el seu propi aeroport. La ciutat és actualment cartografiada en OpenStreetMap, però molts atles no posen aquesta ciutat en el mapa. També és la capital del segon nivell divisió administrativa, el departament d'Amdjarass. El dia 3 de juliol de 2015, el president txadià Idriss Deby va visitar Amdjarass. La ciutat té un hotel anomenat Toumai Hotel Amdjarass i també té una fortalesa. Hi ha una roca en forma de bumerang amb el nom de la ciutat a l'entrada a la ciutat.

## Demografia
| Any  | Població |
| ---- | -------- |
| 1993 | 657      |
| 2009 | 20.850   |